# Spagna agli XI Giochi olimpici invernali
La Spagna partecipò agli XI Giochi olimpici invernali, svoltisi a Sapporo, Giappone, dal 3 al 13 febbraio 1972, con una delegazione di 3 atleti impegnati in una disciplina.

## Medagliere

### Per discipline
| Sport      | Oro | Argento | Bronzo | Totale |
| ---------- | --- | ------- | ------ | ------ |
| Sci alpino | 1   | 0       | 0      | 1      |
| Totale     | 1   | 0       | 0      | 1      |

### Medaglie
| Medaglia | Atleta                    | Sport      | Evento                   |
| -------- | ------------------------- | ---------- | ------------------------ |
| Oro      | Francisco Fernández Ochoa | Sci alpino | Slalom speciale maschile |